# Nghĩa quân Cách mạng Vệ quốc Liên đội Nguyễn Trung Trực
Quân đội Hòa Hảo hay Bộ đội Hòa Hảo, là tên thông dụng để gọi các đơn vị quân sự của Nghĩa quân Cách mạng Vệ quốc Liên đội Nguyễn Trung Trực, còn được gọi tắt là Bộ đội Nguyễn Trung Trực. Đây là những tên gọi khác nhau để chỉ các đơn vị quân sự vũ trang dưới danh nghĩa của các tín đồ Phật giáo Hòa Hảo, tồn tại ở miền Tây Nam bộ Việt Nam như những thế lực quân phiệt cát cứ từ năm 1946 đến năm 1956.

## Lược sử

### Hình thành
Khi Nhật Bản xâm nhập Đông Dương, Pháp lo ngại Nhật tranh thủ giáo phái Phật giáo Hòa Hảo nên đã câu thúc giáo chủ Huỳnh Phú Sổ ở Châu Đốc, Bạc Liêu, Cần Thơ. Năm 1942, Nhật vận động được giáo chủ Phật giáo Hòa Hảo về Sài Gòn. Tại đây ông đã vận động được nhiều nhân vật hoạt động chính trị thân Nhật vào Phật giáo Hòa Hảo để gây thanh thế, đồng thời thời gian này nhiều thanh niên theo Phật giáo Hòa Hảo cũng tham gia các tổ chức của Nhật. Năm 1944, Hòa Hảo thành lập lực lượng vũ trang dưới tên gọi Đội Bảo an.

### Thế lực cát cứ
Tây Nam Bộ là nơi phát tích của giáo phái Hòa Hảo. Sau Cách mạng tháng Tám, Ủy ban Hành chính Nam Bộ mời giáo chủ Huỳnh Phú Sổ giữ chức ủy viên đặc biệt của Ủy ban. Tuy nhiên, một số lãnh đạo Phật giáo Hòa Hảo đã đòi giao những tỉnh có đông tín đồ như Cần Thơ, Long Xuyên, Châu Đốc cho họ trực tiếp cai quản. Khi yêu sách này không được đáp ứng, họ 2 lần tổ chức biểu tình tuần hành, kéo vào thị xã Long Xuyên (cuối tháng 8-1945) và thị xã Châu Đốc (đầu tháng 9-1945) định cướp chính quyền. Lực lượng vũ trang Việt Minh được huy động đến kịp thời giải tán. Ngày 9 tháng 9 1945, những người đứng đầu Phật giáo Hòa Hảo lại tổ chức tuần hành ở thị xã Cần Thơ, kêu gọi với tín đồ đi rước Đức Thầy, thực chất là dự định đoạt chính quyền. Được cấp báo, chính quyền tỉnh Cần Thơ phá tan mưu đồ này, bắt những người cầm đầu, đưa ra tòa xét xử và kết án tử hình 3 người.. Ngày 6 tháng 2 năm 1946, tại Chợ Mới (Long Xuyên), Nguyễn Hữu Xuyến, Trung đoàn trưởng Khu 8 Việt Minh đã ký với lãnh tụ Trần Văn Soái (Năm Lửa) một thỏa ước nhằm gác mọi tị hiềm để cùng nhau đoàn kết chống Đế quốc thực dân Pháp. Thỏa ước này gồm 3 điều khoản:
1. Hai bên cam kết không chống lại nhau.
2. Khi một bên bị Pháp tấn công thì bên kia ứng cứu.
3. Hai bên phối hợp tổ chức đánh Pháp.

Ngày 18 tháng 12 năm 1946, tại chiến khu Bình Hòa (Tân An), Hòa Hảo tổ chức lại lực lượng vũ trang lấy tên Nghĩa quân Cách mạng Vệ quốc Liên đội Nguyễn Trung Trực, bao gồm 7 chi đội vũ trang với khoảng 20.000 binh sĩ và 300.000 đội viên bảo an quân. Tên gọi của lực lượng Bộ đội Nguyễn Trung Trực nhằm gợi nhắc cuộc khởi nghĩa kháng chiến chống Pháp của anh hùng Nguyễn Trung Trực.
Sau một thời gian tạm hòa hoãn với Việt Minh, từ tháng 3-1947, nhóm Trần Văn Soái không tham gia kháng chiến do Việt Minh lãnh đạo nữa, mà cùng một tiểu đoàn Lê dương Pháp mở cuộc càn quét lớn vào 5 làng ở vùng Tân Châu (Châu Đốc). Đại đội 65 Vệ quốc Đoàn cùng du kích địa phương đã đánh trả quyết liệt, buộc lực lượng của Năm Lửa và quân Pháp phải rút lui.

### Chia rẽ
Ngày 16 tháng 4 năm 1947, Giáo chủ Phật giáo Hòa Hảo Huỳnh Phú Sổ đột ngột mất tích khi đến Tân Phú (Đồng Tháp Mười) để hòa giải xung đột giữa Việt Minh và Phật giáo Hòa Hảo. Các tài liệu của phương Tây và Việt Nam Cộng hòa đều nghi ngờ tướng Trần Văn Soái đã phản bội và chủ mưu trong vụ thủ tiêu Huỳnh giáo chủ để đem lực lượng của mình về đầu quân cho Pháp.
Sau khi Huỳnh Phú Sổ mất tích trong biến cố Đốc Vàng Hạ mà Trần Văn Soái bị Việt Minh, Cao Đài, Bình Xuyên nghi ngờ ông đã tổ chức lực lượng ám sát để gây chia rẻ Hoà Hảo với Việt Minh rồi đem lực lượng của ông đầu quân cho Pháp, Pháp tiếp tục lôi kéo những người đứng đầu Hòa Hảo có quan điểm chống Việt Minh, lập ra nhiều đơn vị vũ trang mới ngoài những đơn vị vũ trang Hòa Hảo khác thành lập từ năm 1944, chiếm cứ một số vùng ở Tây Nam Bộ. Được Pháp trợ giúp, các nhóm giáo phái Hòa Hảo chống Việt Minh tập hợp thành 4 nhóm quân phiệt cát cứ, gồm:
1. Nhóm Trần Văn Soái (Năm Lửa), đóng tại Cái Vồn (Vĩnh Long).
2. Nhóm Lâm Thành Nguyên (Hai Ngoán), đóng tại Cái Dầu (Châu Đốc).
3. Nhóm Lê Quang Vinh (Ba Cụt), đóng tại Thốt Nốt (Long Xuyên).
4. Nhóm Nguyễn Giác Ngộ, đóng tại Chợ Mới (Long Xuyên).[3]

Năm 1947, các lực lượng Việt Minh vừa tổ chức tuyên truyền vũ trang, vừa mở một chiến dịch lớn tại Kinh 13. Chỉ huy quân sự của Dân Xã Hòa Hảo kêu gọi tín đồ: "Súng Việt Minh bắn không nổ !", xua quân tràn vào trận địa của Việt Minh. Lực lượng vũ trang của Việt Minh cũng đánh trả kịch liệt quân của Dân Xã Hòa Hảo. Ở khu vực giữa Phú An - Phú Lâm (Tân Châu), Đại đội 65 đánh bật lực lượng của Dân Xã ra khỏi vùng này. Việt Minh mở rộng công tác vũ trang tuyên truyền về hướng Thoại Sơn, tiếp tục tấn công Ba Thê, đánh lính lê dương đi tàu sắt đổ bộ lên Mốp Văn và Núi Sập, diệt hơn 200 quân. Dù Phật giáo Hòa Hảo có tín đồ rất đông ở miền Tây, nhất là các tỉnh Long Xuyên, Châu Đốc, Hà Tiên, Cần Thơ..., lại có tổ chức chính trị nòng cốt là Việt Nam Dân chủ Xã hội Đảng, nhưng giữa các lãnh đạo tôn giáo và các quân phiệt thường xuyên có những bất đồng, dẫn đến nhiều diễn biến phức tạp gây phân hóa nội bộ. Vì vậy, khi Việt Minh tích cực vận động, đa số tín đồ Hòa Hảo là nông dân, lần lượt tham gia công cuộc kháng chiến do Việt Minh lãnh đạo. Đặc biệt, với sự tham gia của Mười Trí, một chỉ huy quân sự kháng chiến có uy tín lớn, đồng thời từng được Giáo chủ Huỳnh Phú Sổ căn dặn các tín đồ xem như là Sư thúc của Đạo sau khi ông qua đời, đã có tác động rất lớn đến việc vận động tín đồ Hòa Hảo tham gia kháng chiến. Tháng 6 năm 1947, nhằm lôi kéo tín đồ Hòa Hảo tạo thành khối đoàn kết các lực lượng chống Pháp, Việt Minh thành lập Ban Hòa Hảo vận tại Chợ Mới - Nhà Bàng, tập trung hoạt động vùng Long Xuyên, Châu Đốc, tuyên truyền chính sách "đại đoàn kết dân tộc, vận động tín đồ Hòa Hảo cùng toàn dân kháng chiến chống xâm lược Pháp". Trái lại, các lãnh tụ Dân Xã Hòa Hảo lại phát động một cuộc thanh trừng tại Tây Nam Bộ vào ngày 6 tháng 4 năm 1947. Những người dân không theo Dân Xã Hòa Hảo đều bị xem là kẻ thù, bị giết, buộc đá vào cổ, thả trôi sông, đồng thời quân đội Dân Xã còn tổ chức các vụ cướp phá tại Long Xuyên, Châu Đốc, Cần Thơ. Điều này gây nên sự bất mãn sâu sắc trong số đông tín đồ, đẩy họ về phía Việt Minh, hoặc ít nhất, trung lập. Trong những năm 1949 - 1950, nhiều đồn bốt đã án binh bất động, "trung lập hóa", không đàn áp dân chúng và tránh không đụng độ với lực lượng Việt Minh.

### Xung đột với chính phủ Ngô Đình Diệm và kết cuộc
Chính phủ Đệ Nhất Cộng hòa sau khi thành lập năm 1955 yêu cầu các nhóm quân sự phải quy phục và sáp nhập vào Quân đội Việt Nam Cộng hòa. Quân đội Cao Đài, Quân đội Hòa Hảo và Quân đội Bình Xuyên bất phục nên liên minh với nhau thành Mặt trận Thống nhứt Toàn lực Quốc gia chống lại Ngô Đình Diệm và Việt Nam Cộng hòa.
Chính phủ Việt Nam Cộng hòa mở những cuộc hành quân mang tên "Chiến dịch Đinh Tiên Hoàng" rồi "Chiến dịch Nguyễn Huệ" để bình định các giáo phái hầu thống nhất quân lực. Các lãnh tụ Hòa Hảo như tướng Trần Văn Soái (biệt danh Năm Lửa) rút về cố thủ Đồng Tháp; tướng Lê Quang Vinh (Ba Cụt) thì đem quân về chống giữ ở Châu Đốc, Long Xuyên, Rạch Giá. Bị truy nã Trần Văn Soái ra hàng còn Lê Quang Vinh thì bị bắt, sau đem xử tử. Năm 1956 được ghi nhận là thời điểm tồn tại cuối cùng của lực lượng vũ trang Hòa Hảo.

## Các chỉ huy nổi bật
- Trần Văn Soái: thủ lĩnh quân phiệt tại Cái Vồn, Vĩnh Long
- Lâm Thành Nguyên: thủ lĩnh quân phiệt tại Cái Dầu, Châu Đốc
- Lê Quang Vinh: thủ lĩnh quân phiệt tại Thốt Nốt, Long Xuyên
- Nguyễn Giác Ngộ: thủ lĩnh quân phiệt tại Chợ Mới, Long Xuyên